# Hinterland Jazz Orchestra
Das Hinterland Jazz Orchestra wurde 2008 als Quintett von Charly Mutschler (Trompete & Bandleader) mit vier weiteren Musikern in Holzhausen (Dautphetal) gegründet. Das Hinterland Jazz Orchestra ist heute eine große Unterhaltungs-Bigband mit Gesang, dessen Bandmitglieder aus dem gesamten hessischen Hinterland sowie den angrenzenden Landkreisen stammen. Es bietet alle Genres von Swing bis Pop dar. Im Rahmen der Konzertreihe „Swinging Christmas & Strings“ wird die Besetzung um eine Streichergruppe (Violinen und Cello) erweitert.
Das Hinterland Jazz Orchestra spielte seither weit über hundert Auftritte und Konzerte. Neben seiner  musikalischen Vielseitigkeit tritt das Orchester auch in unterschiedlichen kleineren Besetzungen auf. Spezielle Konzerte und eigens geschriebene Arrangements bilden seit 2014 ein Markenzeichen der Band.
Die Gruppe spielt seit 2012 regelmäßig überregionale Auftritte und Konzerte in mehreren Großstädten wie Wiesbaden und Kassel sowie mittleren und kleineren Städten und Gemeinden (u. a. Marburg, Wetzlar, Biedenkopf, Dietzenbach, Wettenberg, Dillenburg, Lich) sowie im angrenzenden Nachbarland Nordrhein-Westfalen. Auch war sie mehrere Male beim Hessentag vertreten. Die Big Band betreibt seit 2015 ein eigenes Label unter dem Namen „hinterland jazz productions“ zum weltweiten Vertrieb, Download und Stream ihrer Produktionen (Aabaa Records Hamburg).
Ab dem Sommer 2014 erlangt das Hinterland Jazz Orchestra auch eine größere Bekanntheit durch regelmäßige Radioeinsätze ihrer Songs in Deutschland (u. a. WDR, HR, EDR), Österreich und der Schweiz sowie der Veröffentlichung des orchestral arrangierten EM-2016 Songs „So sehen Sieger aus (Jogis Jungs)“, der bei BMG verlegt ist. Charly Mutschler komponierte den Song bereits 1999 als Stadion-Hymne für den VFB-Stuttgart (Band „Hazy Shade“, erschienen bei Koch Music im Jahr 2000). Mittlerweile zählt der Song zu den meistgesungenen Fußballklassikern. Im Jahr 2011 wurde er für einen TV-Werbespot der Automarke Skoda verwendet.

## Geschichte
Die Idee zu dem Quintett, das damals noch Karl Keller Band hieß, entstand bei der Geburtstagsfeier von Charly Mutschler am 30. April 2008 in Holzhausen. Die erste Probe am  2. Mai 2008 fand seinerzeit im  Keller  von Hans Wolf (Schlagzeug) zusammen mit weiteren Musikern, nämlich Jochen Wagner (Trompete), Birgit Gillmann (Keyboard) und Thomas Vielhauer (E-Bass) statt.
Der erste Auftritt erfolgte am 13. September 2008 in einer alten Scheune in Holzhausen mit einem Repertoire von 6 Titeln. Kleine Keller und alte Scheunen, von denen es im hessischen Hinterland einige gibt, waren dann auch die angesagten Auftrittsorte im Herbst / Winter 2008. Nach und nach stießen immer mehr Musiker zur Band dazu, die so zu einem kleinen Orchester wurde. Ende 2010 wurde der ursprüngliche Bandname in Hinterland Jazz Orchestra umbenannt und es entstand die heutige Formation.
Im Jahr 2012 hat schließlich eine Projektförderungs-Jury des Kreisausschusses Marburg-Biedenkopf die Gründung der Bigband Hinterland Jazz Orchestra als besonders förderungsfähig anerkannt.
Ab 2014 wurde die Bigband um ein kleines instrumentales Ensemble (10–12 Personen) sowie ab 2023 um ein Septett mit Gesang erweitert.

## Diskografie
Alben
- 2014: Good Mood (Aabaa Records digital; hinterland jazz productions physisch), Rezension Magazin Tast – Tonkunst[20]
- 2015: Groovin’ Hinterland (Aabaa Records digital; hinterland jazz productions physisch)
- 2016: Erschienen auf EM Party Hits 2016 (Aabaa Records)
- 2017: Swinging Christmas (Aabaa Records digital; hinterland jazz productions physisch), Rezension Kulturwoche.at (Österreich)[21]
- 2018: Erschienen auf Replay: Rediscovering pop songs (Studio Lime, Südkorea)

Singles
- 2016: So sehen Sieger aus – Die Hymne (BMG)
- 2016: We Are Number One – The Anthem (BMG)
- 2016: Hallelujah / Swinging Christmas (Aabaa Records), Rezension Südwest Presse[22]
- 2018: Rosa Mambo (Aabaa Records)

## Soziales Engagement
Seit seinem Bestehen engagiert sich das Hinterland Jazz Orchestra mit seinen Konzerten für soziale Projekte und Vereine. Es wirkte u. a. beim Benefizfestival „Hinterland Live 2009“ (Kompletter Erlös an das „Projekt Eisvogel“ des NABU Dautphetal), der „Menschen für Kinder“ Tour 2011 am Aartalsee (gesamte Tour insg. 166.700 Euro) und gab Benefizkonzerte (2014) für das Kinder- und Jugendhospiz Balthasar in Olpe, die Elterninitiative für leukämie- und tumorkranke Kinder Marburg e.V. (2017) sowie für den Bad Berleburg-Erndtebrücker Tafelverein e.V. (2019).
Die seit 2016 regelmäßig zur Weihnachtszeit veranstaltete Konzertreihe „Swinging Christmas & Strings“ des Hinterland Jazz Orchestra dient u. a. zur Unterstützung von sozialen Vereinen (bisher Interessengemeinschaft Epidermolysis Bullosa e. V. – DEBRA Deutschland und SamburuHilfe – Verein gegen Hunger und Umweltzerstörung e.V.).